# Time Takes Time
Time Takes Time ist das 13. Album, beziehungsweise das zehnte Studioalbum von Ringo Starr nach der Trennung der Beatles. Es wurde am 29. Juni 1992 in Großbritannien (USA: 22. Mai 1992) veröffentlicht.

## Entstehungsgeschichte

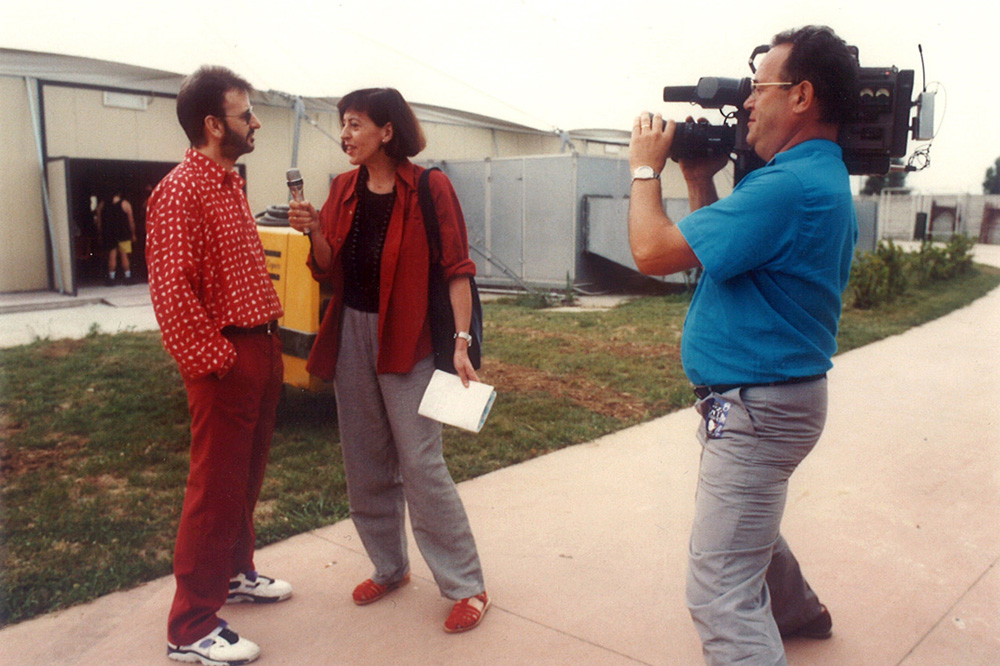
Ringo Starr (links) während eines Interviews, 1992

Nach der Veröffentlichung seines letzten Albums Ringo Starr and His All-Starr Band im Oktober 1990 erschien im November 1991 auf dem Soundtrackalbum des Spielfilms Curly Sue das neue Ringo-Starr-Lied You Never Know, das in den USA auch als CD-Promotionsingle veröffentlicht wurde. Dieses Lied stammte von den Aufnahmen zu Ringo Starrs neuem Studioalbum Time Takes Time, seinem ersten seit Old Wave, das im Juni 1983 erschien.
Das Konzept der Produktion wurde vom Album Stop and Smell the Roses übernommen, da wiederum mehrere Produzenten, Don Was, Jeff Lynne, Peter Asher und Phil Ramone, für das Album engagiert wurden. Drei Lieder wurden von Ringo Starr und Johnny Warman gemeinsam geschrieben: Don't Go Where The Road Don't Go (mit Gary Grainger), After All These Years und Runaways. Der Rest stammte von einer Reihe von Autoren, darunter Andy Sturmer von Jellyfish und Roger Manning.
Im Februar 1991 unterschrieb Ringo Starr einen neuen Plattenvertrag mit dem Label Private Music, das im Wesentlichen die Musikrichtung New Age vertreibt. Der Vertrag mit Private Music blieb auf die eine Albumveröffentlichung beschränkt.
Die ersten Aufnahmen für das Album begannen zwischen dem 20. und 31. Mai in den Rumbo Recorders Recording Studios und den Ocean Way Studios in Los Angeles, wo die Lieder Don’t Go Where the Road Don’t Go, After All These Years, Don’t Be Cruel (nur auf der CD-Single veröffentlicht) und das bisher unveröffentlichte Lied Call Me aufgenommen wurden. Produzent dieser Aufnahmen war Jeff Lynne, der schon im Jahr 1990 für Ringo Starr das Beatles-Lied I Call Your Name produzierte, das im April 1991 nur auf der Videokassette The World’s Greatest Artists Sing Lennon: A Tribute veröffentlicht wurde.
Im Juni 1991 produzierte Phil Ramone in den Capitol Studios und den Andora Studios in Los Angeles die Lieder All in the Name of Love, Runaways und das bisher unveröffentlichte Lied Love Is Gonna Get Ya.
Im September 1991 folgten in den Conway Studios (Los Angeles) mit dem Produzenten Don Was die Aufnahmen der Lieder Weight of the World und Don’t Know a Thing About Love, im Januar und Februar 1992 wurden dann die Lieder I Don’t Believe You, In a Heartbeat und What Goes Around aufgenommen.
Ebenfalls im September 1991 produzierte Peter Asher in den Conway Studios, The Hop und Studio F in Los Angeles folgende Lieder: Golden Blunders, Everyone Wins (nur auf der CD-Single in Deutschland veröffentlicht) sowie Thank You For Being A Friend von Andrew Gold und die Paul-McCartney-Komposition Angel in Disguise, die beide bisher unveröffentlicht blieben.
Einige Lieder des Albums erinnern in Teilen an die Musik der Beatles Mitte der 1960er Jahre und unterscheiden sich somit deutlich von den Vorgängeralben.
Bei der Musikkritik wurde das Album wohlwollend aufgenommen und im Rolling Stone als Starrs beste Arbeit seit fast 20 Jahren gelobt.
Trotz intensiver Promotionarbeit von Ringo Starr blieb der kommerzielle Erfolg des Albums aber aus. Ringo Starr sagte 2001 zum Album: "Ich fand es genial. Aber die Leute schienen es nicht zu wollen."

## Covergestaltung
Das Cover entwarfen Mark Ryden und Kurt De Munbrun. Die Coverfotos wurden von Kantanzaro & Mahdessian aufgenommen. Der CD liegt ein bebildertes 16-seitiges Begleitheft bei, das Informationen zu den Liedern und dem Album sowie die Liedtexte enthält.

## Titelliste
1. Weight of the World (Brian O’Doherty/Fred Velez) – 3:53
2. Don’t Know a Thing About Love (Richard Feldman/Stan Lynch) – 3:50
3. Don’t Go Where the Road Don’t Go (Richard Starkey a/Johnny Warman/Gary Grainger) – 3:22
4. Golden Blunders (Jonathan Auer/Kenneth Stringfellow) – 4:06
5. All in the Name of Love (Jerry Lynn Williams) – 3:42
6. After All These Years (Richard Starkey/Johnny Warman) – 3:11
7. I Don’t Believe You (Andy Sturmer/Roger Manning) – 2:48
8. Runaways (Richard Starkey/Jonny Warman) – 4:51
9. In a Heartbeat (Diane Warren) – 4:30
10. What Goes Around (Rick Suchow) – 5:51

## Wiederveröffentlichungen
- Am 4. März 2016 wurde das Album auf CD vom Label Music on CD neu aufgelegt.[3]
- Im Juli 2016 wurde das Album in den USA auf rotem Vinyl[4] und in Europa auf grünem Vinyl[5] wiederveröffentlicht.

## Single-Auskopplungen

### Weight of the World
Die erste Single Weight of the World / After All These Years erschien am 18. Mai 1992 in Großbritannien und in Deutschland als 7″-Vinylsingle sowie zusätzlich als CD-Single in den aufgeführten Ländern sowie den USA (Veröffentlichung: 28. April 1992) mit dem zusätzlichen Lied Don’t Be Cruel, das nicht auf dem Album enthalten ist.

### Don’t Go Where the Road Don’t Go
Am 21. September 1992 wurde in Deutschland eine weitere Single Don’t Go Where the Road Don’t Go / Don’t Know a Thing About Love als 7″-Vinylsingle sowie als CD-Single mit dem zusätzlichen Lied Everyone Wins, das nicht auf dem Album enthalten ist – und fälscherlichweise als Everybody Wins auf der Hülle angegeben wurde, veröffentlicht. In den USA wurde lediglich eine CD-Promotionsingle von Don’t Go Where the Road Don’t Go veröffentlicht.

## Chartplatzierungen
Album
| ChartsChartplatzierungen | Höchstplatzierung | Wochen |
| ------------------------ | ----------------- | ------ |
| Österreich (Ö3)          | 19 (1 Wo.)        | 1      |

Singles

| Jahr | Titel               | Höchstplatzierung, Gesamtwochen, AuszeichnungChartplatzierungen (Jahr, Titel, , Platzierungen, Wochen, Auszeichnungen, Anmerkungen) | Höchstplatzierung, Gesamtwochen, AuszeichnungChartplatzierungen (Jahr, Titel, , Platzierungen, Wochen, Auszeichnungen, Anmerkungen) | Höchstplatzierung, Gesamtwochen, AuszeichnungChartplatzierungen (Jahr, Titel, , Platzierungen, Wochen, Auszeichnungen, Anmerkungen) | Anmerkungen |
| Jahr | Titel               | DE | CH | UK | Anmerkungen |
| ---- | ------------------- | --- | --- | --- | ----------- |
| 1992 | Weight of the World | DE51 (16 Wo.)DE | CH21 (13 Wo.)CH | UK74 (1 Wo.)UK |             |

## Sonstiges
- Für die Lieder Weight of the World und Don’t Go Where the Road Don’t Go wurden Musikvideos für Werbezwecke aufgezeichnet.
- Das Album erschien in Deutschland im 12″-Vinyl-Format und wurde in mehrere Länder Europas exportiert.
- Das Lied Everyone Wins wurde in einer Neuaufnahme im Januar 2010 auf dem Album Y Not erneut veröffentlicht.